# Robert Klausmann
Robert Klausmann, gebürtig Christian Klausmann (* 1. Mai 1896 in Essen; †  27. Dezember 1972 in Karlsruhe) war ein deutscher politischer Aktivist (KPD).

## Leben und Tätigkeit
Nach dem Schulbesuch verdingte sich Klausmann als Lederarbeiter in Weinheim/Bergstraße. Von 1915 bis 1918 nahm er als Frontsoldat am Ersten Weltkrieg teil. Nach dem Krieg lebte er erneut als Arbeiter in Weinheim.
Im Mai 1920 trat Klausmann in die KPD ein. 1922 übernahm er erstmals ein öffentliches Wahlamt, als er für seine Partei Mitglied des Bürgerausschusses in Weinheim wurde. 1926 folgte die Wahl in den Kreistag von Mannheim. Um 1927 leitete Klausmann die Weinheimer Verwaltungsstelle des Lederarbeiterverbandes, seinerzeit die einzige Gewerkschaftsverwaltungsstelle in der Republik Baden mit einer kommunistischen Mehrheit.
Seit 1929 gehörte Klausmann als Abgeordneter der KPD dem Landtag von Baden an. Im selben Jahr wurde er auf dem XII. Parteitag der KPD in das Zentralkomitee der KPD gewählt.
1930 nahm Klausmann an einer Gewerkschaftsschulung der KPD in Berlin teil. Anschließend wurde er Sekretär für Gewerkschaftsfragen in der Bezirksleitung der KPD Baden. Von April bis Dezember 1932 fungierte Klausmann als Polleiter des KPD-Bezirks Baden-Pfalz. Sein Nachfolger auf diesem Posten wurde Franz Doll. Vor 1933 war Klausmann für die Revolutionäre Gewerkschafts-Opposition Betriebsrat beim Unternehmen Freudenberg.
Nach der Machtergreifung der Nationalsozialisten im Frühjahr 1933 wurde Klausmann in Haft genommen. Auf Verlangen des Landesobmanns der NSBO, Fritz Plattner, wurde er im April 1933 aus dem Betriebsrat entfernt; im November 1933 wurde Klausmann von Freudenberg entlassen. Im Oktober 1933 gelang es ihm aus dem KZ Kislau zu flüchten und ins Ausland zu entkommen. Er ließ sich in Frankreich nieder, wo er bis 1939 Grenzarbeit für die KPD leistete: Als Leiter des KPD-Grenzstützpunkts in Straßburg organisierte er unter dem Decknamen Oskar Faß die Einfuhr von antinazistischen Schriften ins Reichsgebiet, Grenzübertritte und die Flucht von Gesinnungsgenossen.
Von den nationalsozialistischen Polizeiorganen wurde er derweil als Staatsfeind eingestuft: Am 1. Februar 1937 wurde er offiziell ausgebürgert. Im Frühjahr 1940 setzte das Reichssicherheitshauptamt in Berlin ihn auf die Sonderfahndungsliste G.B., ein Verzeichnis von Personen, die im Falle einer erfolgreichen deutschen Invasion Großbritanniens durch die Sonderkommandos der SS-Einsatzgruppen mit besonderer Priorität ausfindig gemacht und verhaftet werden sollten.
Angesichts der deutschen Besetzung des Landes im Jahr 1940 setzte er sich nach Südfrankreich ab. Während des Krieges gehörte er unter dem Decknamen Jacques der Résistance an.
Nach dem Ende des Zweiten Weltkriegs kehrte Klausmann 1945 nach Deutschland zurück, wo er sich erneut der KPD anschloss. 1946 wurde er Landesdirektor für Arbeit und soziale Fürsorge in Karlsruhe.
1946 war Klausmann als Vertreter der KPD Mitglied der Vorläufigen Volksvertretung Württemberg-Baden und der Verfassungsgebenden Landesversammlung dieses Gebietes. Von 1948 bis 1950 gehörte er als Nachrücker für Willy Boepple dem ersten Württembergisch-Badischen Landtag an. Im Jahr 1948 wurde Klausmann von seinem Posten in Karlsruhe entlassen. Anschließend war er kurze Zeit Direktor für Sozialversicherung in Stuttgart und dann längere Zeit Parteisekretär der KPD in Stuttgart und Karlsruhe, bevor er sich Ende der 1950er Jahre aus der Politik zurückzog.